# 1714 год в литературе

## События
- март — образован литературный Клуб Мартина Писаки, костяк которого составляли Джонатан Свифт, Александр Поуп, Джон Арбетнот, Томас Парнелл, Джон Гей (секретарь) и виконт Болингброк.

## Книги и произведения
- Антуан Удар де Ламотт опубликовал стихотворное переложение прозаического перевода «Илиады», выполненного Анной Дасье и сделавшего гомеровский эпос фактом текущей французской литературной жизни.
- «Монадология» Готфрида Лейбница.
- «Басня о пчёлах» Бернарда де Мандевиля[1].
- «Сила религии» («The Force of Religion: or Vanquished Love») и «О покойной смерти королевы и вступлении Его Величества на трон» («On the late Queen’s Death and His Majesty’s Accession to the Throne») Эдуарда Юнга.
- «Чудо: женщина хранящая тайну» (The Wonder: A Woman Keeps a Secret) — пьеса Сузанны Центливр.
- «Трагедия Джейн Шор» — пьеса Николаса Роу.

## Родились
- 1 января — Кристионас Донелайтис, поэт, зачинатель литовской художественной литературы (умер в 1780 году).
- 6 января — Персивалл Потт, английский хирург, автор многих медицинских сочинений (умер в 1788 году).
- 17 января — Наталия Борисовна Долгорукова, одна из первых русских писательниц (умерла в 1771 году).
- 25 апреля — Эмер де Ватте́ль, швейцарский юрист, автор трудов о естественных правах человека и по международному праву. Главное его сочинение — «Право народов, или Принципы естественного права, применяемые к поведению и делам наций и суверенов» (умер в 1767 году).
- 25 июня — Николас де Бегелин, швейцарский учёный, писатель, поэт (умер в 1789 году).
- 4 сентября — Михаил Корыцкий, польский латиноязычный поэт (умер в 1781 году).
- 17 сентября — Готлиб Вильгельм Рабенер, немецкий писатель-сатирик (умер в 1771 году).
- 11 ноября — Марцин Матушевич, государственный деятель Великого княжества Литовского, писатель, поэт (умер в 1773 году).
- 23 декабря — Раньери де Кальцабиджи, итальянский либреттист, драматург и поэт (умер в 1795 году).
- Джиамбаттиста Аудифреди, итальянский астроном и библиограф; ряд своих трудов опубликовал под псевдонимом «Аббат Уголино» (умер в 1794 году).
- Франческо Антонио Дзаккария, итальянский теолог и историк, автор многих богословских сочинений (умер в 1795 году).
- Франсуа Клеман, французский историк, автор исторических трудов (умер в 1793 году).
- Готхард Фридрих Стендер, один из основоположников латышской светской литературы (умер в 1796 году).
- Анри Филипп де Шовелен, французский писатель (умер в 1770 году).

## Скончались
- 27 мая — Михал Суфчинский, польский духовный писатель (родился в 1670 году).
- 23 сентября — Илья Фёдорович Копиевский, просветитель, издатель, переводчик, поэт, писатель Великого княжества Литовского (родился около 1651 года).
- 4 октября — Бернардино Рамадзини, итальянский врач, автор труда с обзором заболеваний рабочих 52 специальностей (родился в 1633 году).
- 5 октября — Кайбара Эккэн, японский философ, автор труда «Великие сомнения» (родился в 1630 году).
- 18 октября — Мэтью Генри, английский комментатор Библии, автор шеститомного труда «Exposition of the Old and New Testaments» («Толкование Ветхого и Нового Заветов») (родился в 1662 году).
- 17 ноября — Чарльз Давенант, английский экономист, писатель по экономическим и политическим вопросам (родился в 1656 году).
- Готфрид Арнольд, немецкий историк, автор духовных песен и трёхтомника «Unparteische Kirchen— und Ketzerhistorie» (родился в 1665 году).